# The Ultimate Fighter 4
The Ultimate Fighter 4: The Comeback fue la cuarta temporada del reality de televisión de The Ultimate Fighter que se estrenó el 17 de agosto de 2006. Primera y última temporada que los equipos fueron entrenados por el mismo entrenador.

## Elenco

### Entrenadores
- Randy Couture, Salón de la Fama UFC
- Georges St-Pierre, Campeón, instructor invitado (se convirtió en campeón una semana después de la final de esta temporada)
- Mark DellaGrotte, entrenador de Muay Thai/Kickboxing
- Marc Laimon, entrenador de Jiu-Jitsu Brasileño
- Rich Franklin, UFC Peso medio Campeón, instructor invitado
- Chuck Liddell, UFC Peso semipesado Campeón, Salón de la Fama UFC, instructor invitado
- Matt Hughes, UFC Peso wélter Campeón, Salón de la Fama UFC, instructor invitado

### Peleadores
Equipo No Love
- Pesos medios: Travis Lutter, Charles McCarthy, Gideon Ray, Jorge Rivera
- Pesos wélter: Rich Clementi, Mikey Burnett,  Jeremy Jackson, Pete Spratt

     Equipo Mojo
- Pesos medios: Pete Sell, Scott Smith, Patrick Côté, Edwin DeWees
- Pesos wélter:  Shonie Carter, Chris Lytle, Matt Serra, Din Thomas

### Otros
- Anfitrión: Dana White
- Narrador: Mike Rowe

## Final
- Peso medio:  Travis Lutter vs.  Patrick Côté

Lutter derrotó a Côté vía sumisión (armbar) en el 2:18 de la 1ª ronda para convertirse en el ganador de peso medio de TUF y ganar una oportunidad por el título de peso medio contra el campeón Anderson Silva en UFC 67.
- Peso wélter:  Matt Serra vs.  Chris Lytle

Serra derrotó a Lytle vía decisión dividida para convertirse en el ganador de peso wélter de TUF y ganar una oportunidad por el título de peso wélter contra el campeón Georges St-Pierre en UFC 69.

## Llaves

### Llaves de peso wélter
|  | Cuartos de final | Cuartos de final |             |               | Semifinales | Semifinales |  |            | Final | Final |  |
|  |                  |                  |             |               |             |             |  |            |       |       |  |
|  |                  |                  |             |               |             |             |  |            |       |       |  |
|  | Rich Clementi    | DU               |             |               |             |             |  |            |       |       |  |
|  | Rich Clementi    | DU               |             |               |             |             |  |            |       |       |  |
|  | Shonie Carter    | 2                |             |               |             |             |  |            |       |       |  |
|  | Shonie Carter    | 2                |             | Shonie Carter | DU          |             |  |            |       |       |  |
|  |                  |                  |             | Shonie Carter | DU          |             |  |            |       |       |  |
|  |                  |                  | Matt Serra  | 3             |             |             |  |            |       |       |  |
|  | Pete Spratt      | SUM              | Matt Serra  | 3             |             |             |  |            |       |       |  |
|  | Pete Spratt      | SUM              |             |               |             |             |  |            |       |       |  |
|  | Matt Serra       | 1                |             |               |             |             |  |            |       |       |  |
|  | Matt Serra       | 1                |             |               |             |             |  | Matt Serra | DD    |       |  |
|  |                  |                  |             |               |             |             |  | Matt Serra | DD    |       |  |
|  |                  |                  | Chris Lytle | 3             |             |             |  |            |       |       |  |
|  | Pete Spratt      | SUM              | Chris Lytle | 3             |             |             |  |            |       |       |  |
|  | Pete Spratt      | SUM              |             |               |             |             |  |            |       |       |  |
|  | Chris Lytle      | 1                |             |               |             |             |  |            |       |       |  |
|  | Chris Lytle      | 1                |             | Chris Lytle   | DU          |             |  |            |       |       |  |
|  |                  |                  |             | Chris Lytle   | DU          |             |  |            |       |       |  |
|  |                  |                  | Din Thomas  | 3             |             |             |  |            |       |       |  |
|  | Mikey Burnett    | SUM              | Din Thomas  | 3             |             |             |  |            |       |       |  |
|  | Mikey Burnett    | SUM              |             |               |             |             |  |            |       |       |  |
|  | Din Thomas       | 1                |             |               |             |             |  |            |       |       |  |
|  | Din Thomas       | 1                |             |               |             |             |  |            |       |       |  |
|  |                  |                  |             |               |             |             |  |            |       |       |  |

### Llaves de peso medio
|  | Cuartos de final | Cuartos de final |               |              | Semifinales | Semifinales |  |               | Final | Final |  |
|  |                  |                  |               |              |             |             |  |               |       |       |  |
|  |                  |                  |               |              |             |             |  |               |       |       |  |
|  | Charles McCarthy | DU               |               |              |             |             |  |               |       |       |  |
|  | Charles McCarthy | DU               |               |              |             |             |  |               |       |       |  |
|  | Pete Sell        | 3                |               |              |             |             |  |               |       |       |  |
|  | Pete Sell        | 3                |               | Pete Sell    | DU          |             |  |               |       |       |  |
|  |                  |                  |               | Pete Sell    | DU          |             |  |               |       |       |  |
|  |                  |                  | Travis Lutter | 3            |             |             |  |               |       |       |  |
|  | Travis Lutter    | SUM              | Travis Lutter | 3            |             |             |  |               |       |       |  |
|  | Travis Lutter    | SUM              |               |              |             |             |  |               |       |       |  |
|  | Scott Smith      | 1                |               |              |             |             |  |               |       |       |  |
|  | Scott Smith      | 1                |               |              |             |             |  | Travis Lutter | SUM   |       |  |
|  |                  |                  |               |              |             |             |  | Travis Lutter | SUM   |       |  |
|  |                  |                  | Patrick Côté  | 1            |             |             |  |               |       |       |  |
|  | Jorge Rivera     | DU               | Patrick Côté  | 1            |             |             |  |               |       |       |  |
|  | Jorge Rivera     | DU               |               |              |             |             |  |               |       |       |  |
|  | Patrick Côté     | 2                |               |              |             |             |  |               |       |       |  |
|  | Patrick Côté     | 2                |               | Patrick Côté | DU          |             |  |               |       |       |  |
|  |                  |                  |               | Patrick Côté | DU          |             |  |               |       |       |  |
|  |                  |                  | Edwin DeWees  | 3            |             |             |  |               |       |       |  |
|  | Gideon Ray       | DU               | Edwin DeWees  | 3            |             |             |  |               |       |       |  |
|  | Gideon Ray       | DU               |               |              |             |             |  |               |       |       |  |
|  | Edwin DeWees     | 3                |               |              |             |             |  |               |       |       |  |
|  | Edwin DeWees     | 3                |               |              |             |             |  |               |       |       |  |
|  |                  |                  |               |              |             |             |  |               |       |       |  |

1. ↑  Para reemplazar el recientemente desalojado Jeremy Jackson, el Equipo No Love decide lanzar una moneda para decidir qué eliminado welter, Spratt o Clementi, debe reemplazar a Jackson. La moneda lanzada por Jorge Rivera permite a Spratt tomar el lugar de Jackson.

Leyenda
| \| \| \| Equipo No Love \| \| \| \| Equipo Mojo \| \| DU \| \| Decisión Unánime \| \| DD \| \| Decisión Dividida \| \| SUM \| \| Sumisión \| \| (T)KO \| \| Nocaut (Técnico) \| |  |                   |
| |  | Equipo No Love    |
| |  | Equipo Mojo       |
| DU |  | Decisión Unánime  |
| DD |  | Decisión Dividida |
| SUM |  | Sumisión          |
| (T)KO |  | Nocaut (Técnico)  |